# Minzen
Die Minzen (Mentha) sind eine Pflanzengattung aus der Familie der Lippenblütengewächse (Lamiaceae). Die meisten der je nach Quelle etwa 20 bis über 30 Arten sind in den gemäßigten Gebieten der Nordhalbkugel beheimatet; auf der Südhalbkugel (Australien und Afrika) kommen nur wenige Arten vor. Alle Minze-Arten gedeihen meist an feuchten Standorten.

## Etymologie
Der westgermanische Pflanzenname Minze (mittelhochdeutsch minz, althochdeutsch minza, englisch mint) beruht auf einer Entlehnung aus dem lateinischen Wort menta, das auch in Komposita wie calamentum und Calamintha gelangte. Dieses Wort wiederum wird in einen Zusammenhang mit der griechischen Nymphe Minthe gebracht.

## Beschreibung

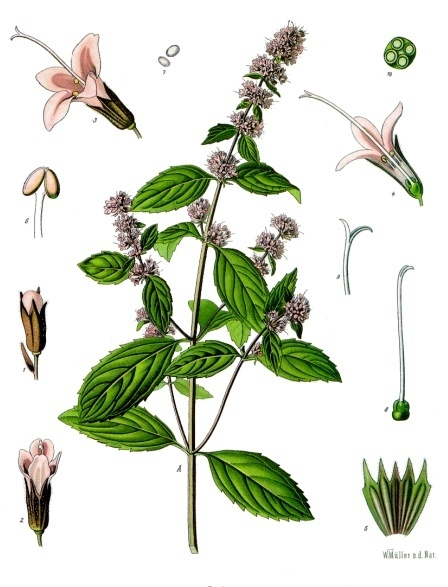
Pfefferminze (Mentha ×piperita), Illustration aus Koehler's Medizinalpflanzen 1887

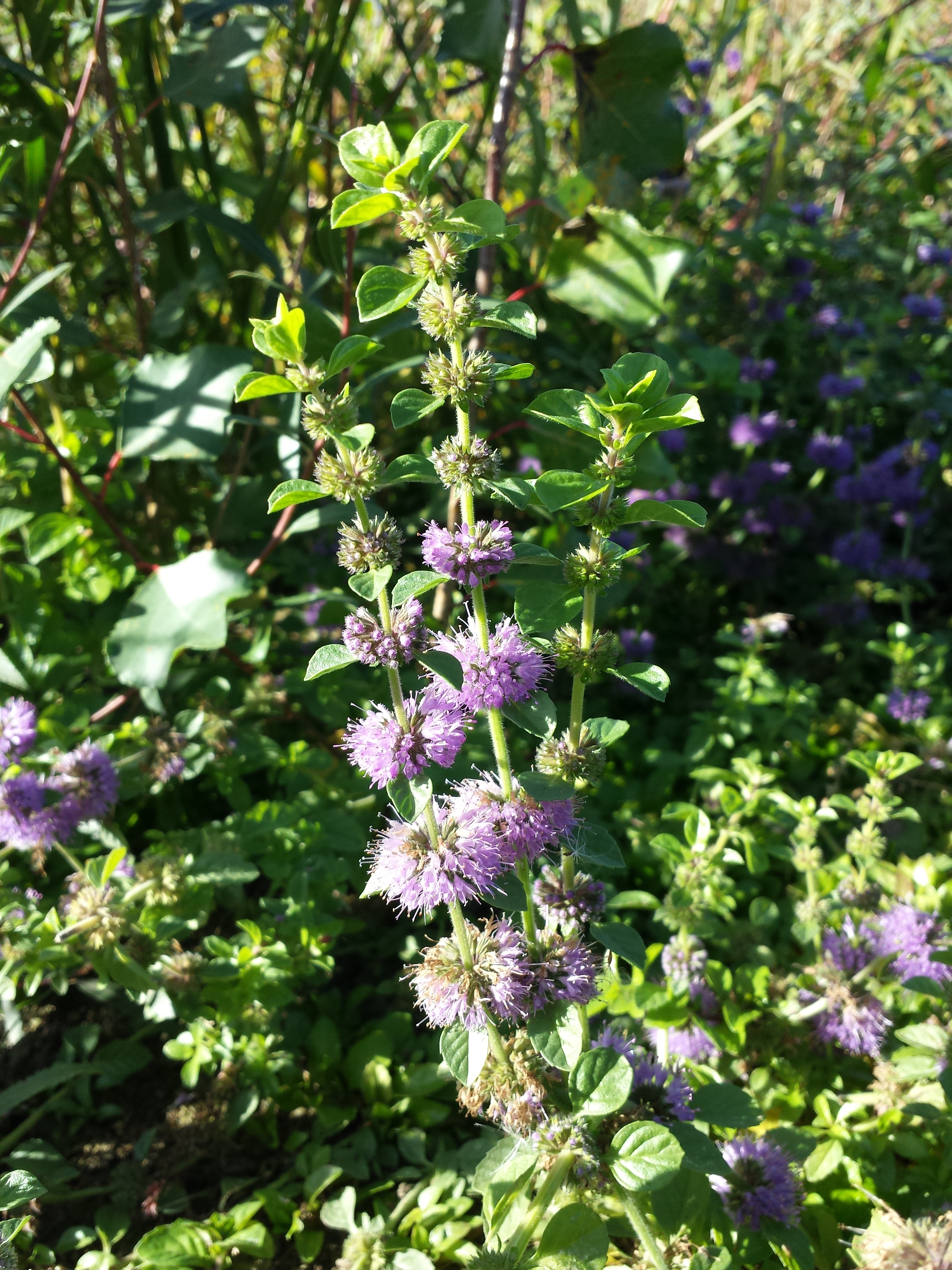
Polei-Minze (Mentha pulegium)

### Vegetative Merkmale
Minze-Arten sind aromatische und ausdauernde krautige Pflanzen mit unterirdischen Ausläufern oder Rhizomen. Sie besitzen meistens einfache oder verzweigte Haare (Trichome). Die aufrechten bis kriechenden Stängel können verzweigt sein. Die gegenständigen Laubblätter sind einfach und haben meistens einen gezähnten oder gesägten Rand. Ein Blattstiel kann vorhanden sein.

### Generative Merkmale
Die Blüten sind in überwiegend vielblütigen Scheinquirlen angeordnet, die unterbrochene Scheinähren mit laubigen Tragblättern oder dichte Scheinähren mit kleinen Hochblättern bilden.
Die mittelgroßen Blüten sind zwittrig bis funktional eingeschlechtig und zygomorph mit doppeltem Perianth. Funktional eingeschlechtige Blüten kommen bei vielen Arten häufig vor; besonders männlich-sterile Blüten treten bei bis zu 40 % oder sogar mehr Individuen einer Population auf. Die fünf ungleichen Kelchblätter sind röhrig bis glockenförmig verwachsen. Die fünf vorwiegend weißlichen bis rosafarbenen Kronblätter sind verwachsen und nur schwach zweilippig. Die Oberlippe ist meist so groß wie einer der drei Lappen der Unterlippe. Hierdurch scheint die Blüte fast regelmäßig vierspaltig. Es sind nur vier ungleiche Staubblätter vorhanden, die deutlich aus der Kronröhre herausragen. Die zwei Fruchtblätter sind zu einem oberständigen Fruchtknoten verwachsen; er ist durch falsche Scheidewände in vier Kammern gegliedert; jede der vier Kammern enthält nur eine Samenanlage. Der aus der Kronröhre herausragende Griffel endet zweiästig. Bei einigen Arten sind die Blüten vormännlich (Proterandrie).
Die Klausenfrucht zerfällt in vier kleine Klausen, die eiförmig bis kugelig sind mit einer glatten oder deutlich netzartigen Oberfläche.

## Ökologie
Die Bestäubung erfolgt meist durch kurzrüsselige Insekten wie Fliegen. Die Ausbreitung der Diasporen, es sind die Klausen, erfolgt über das Wasser (Hydrochorie).

## Systematik und Verbreitung
Die Gattung Mentha wurde 1753 durch Carl von Linné aufgestellt. Synonyme für Mentha L. sind: Preslia Opiz, Pulegium Mill.
Die meisten Arten sind in den gemäßigten Gebieten der Nordhalbkugel sowohl in Eurasien als auch in Nordamerika beheimatet; auf der Südhalbkugel in Australien und in der Capensis kommen nur wenige Arten vor. Einige Arten oder Kulturformen sind weltweit invasive Pflanzen.

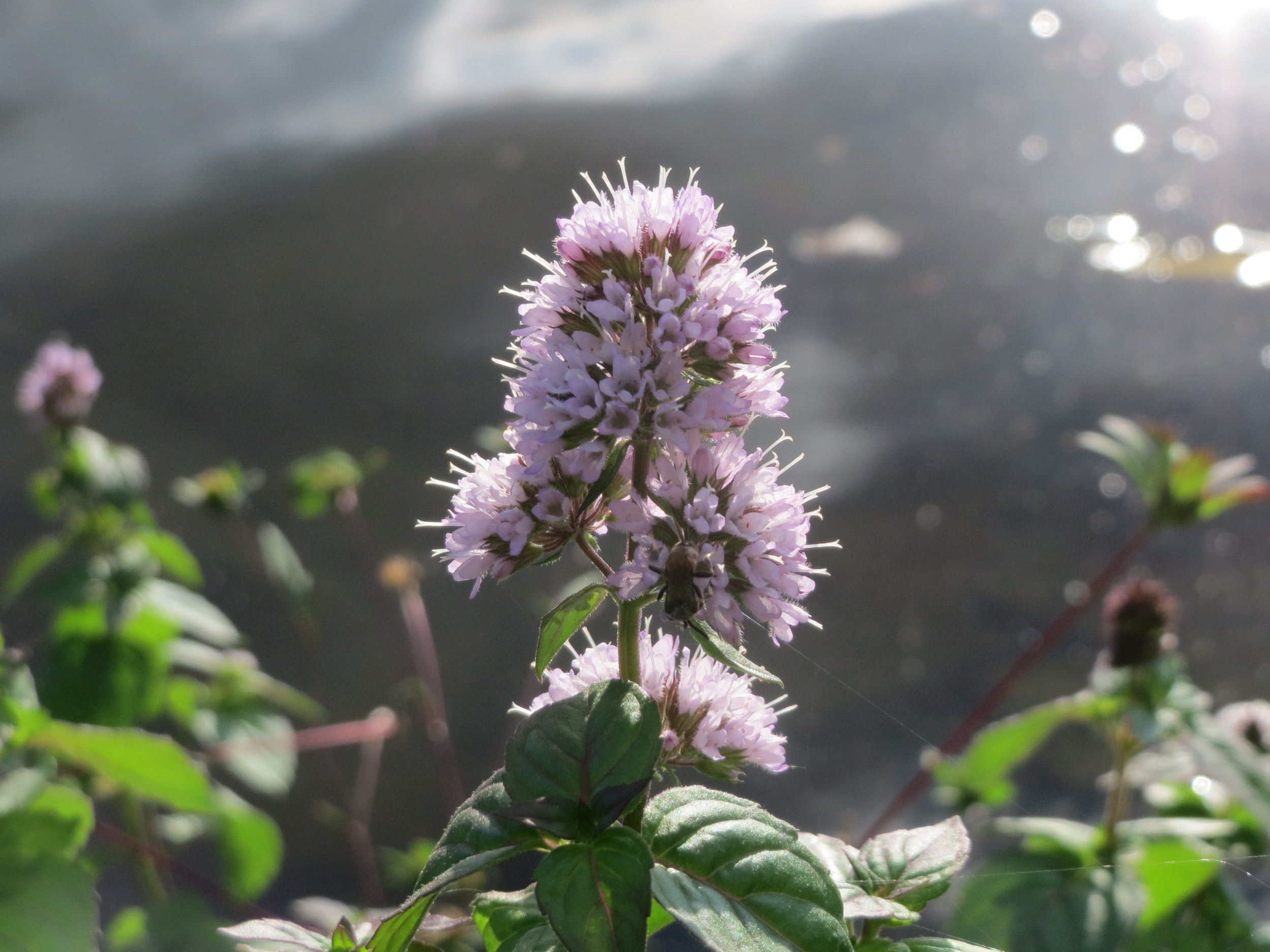
Wasser-Minze (Mentha aquatica)

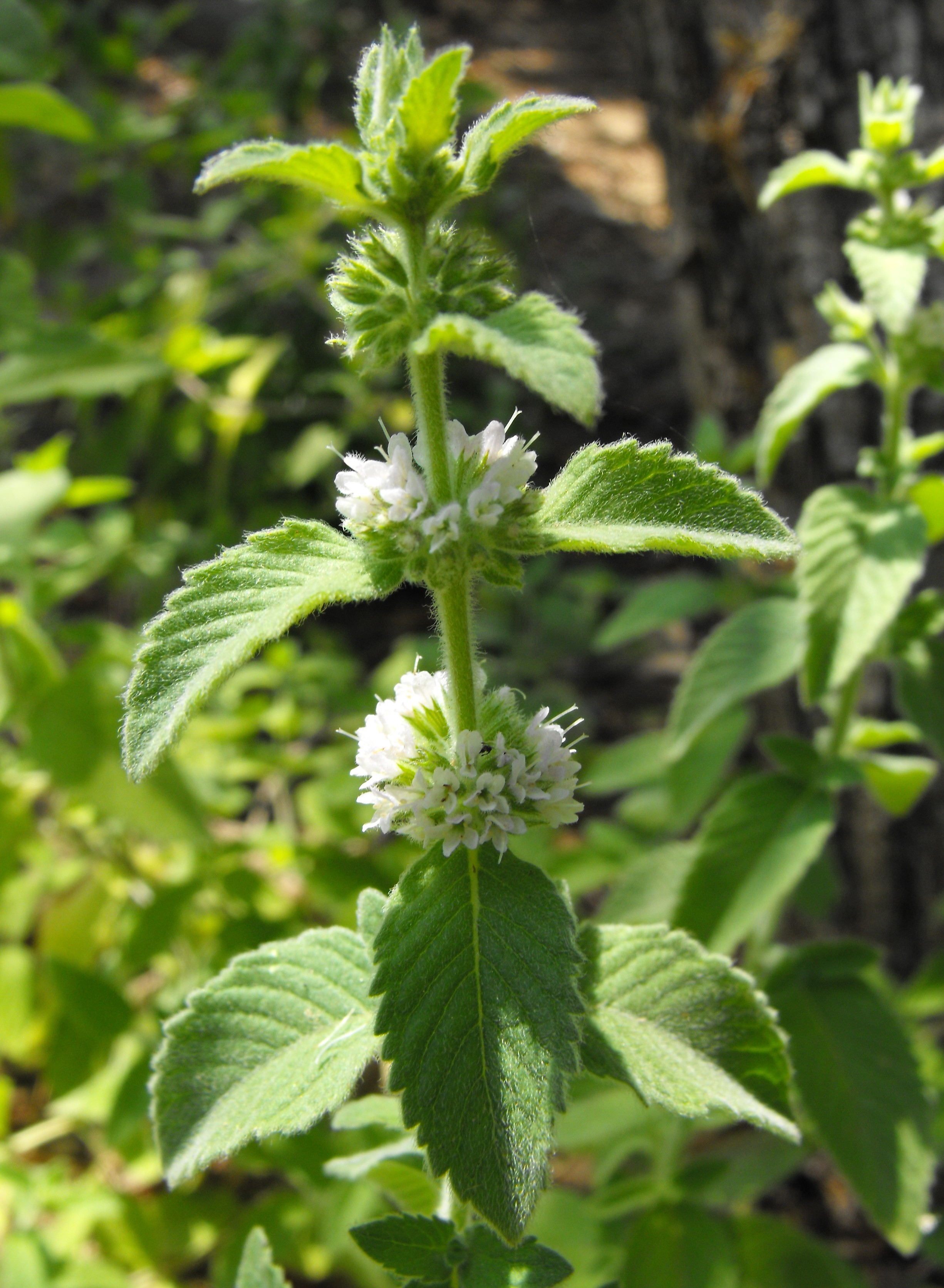
Acker-Minze (Mentha arvensis)

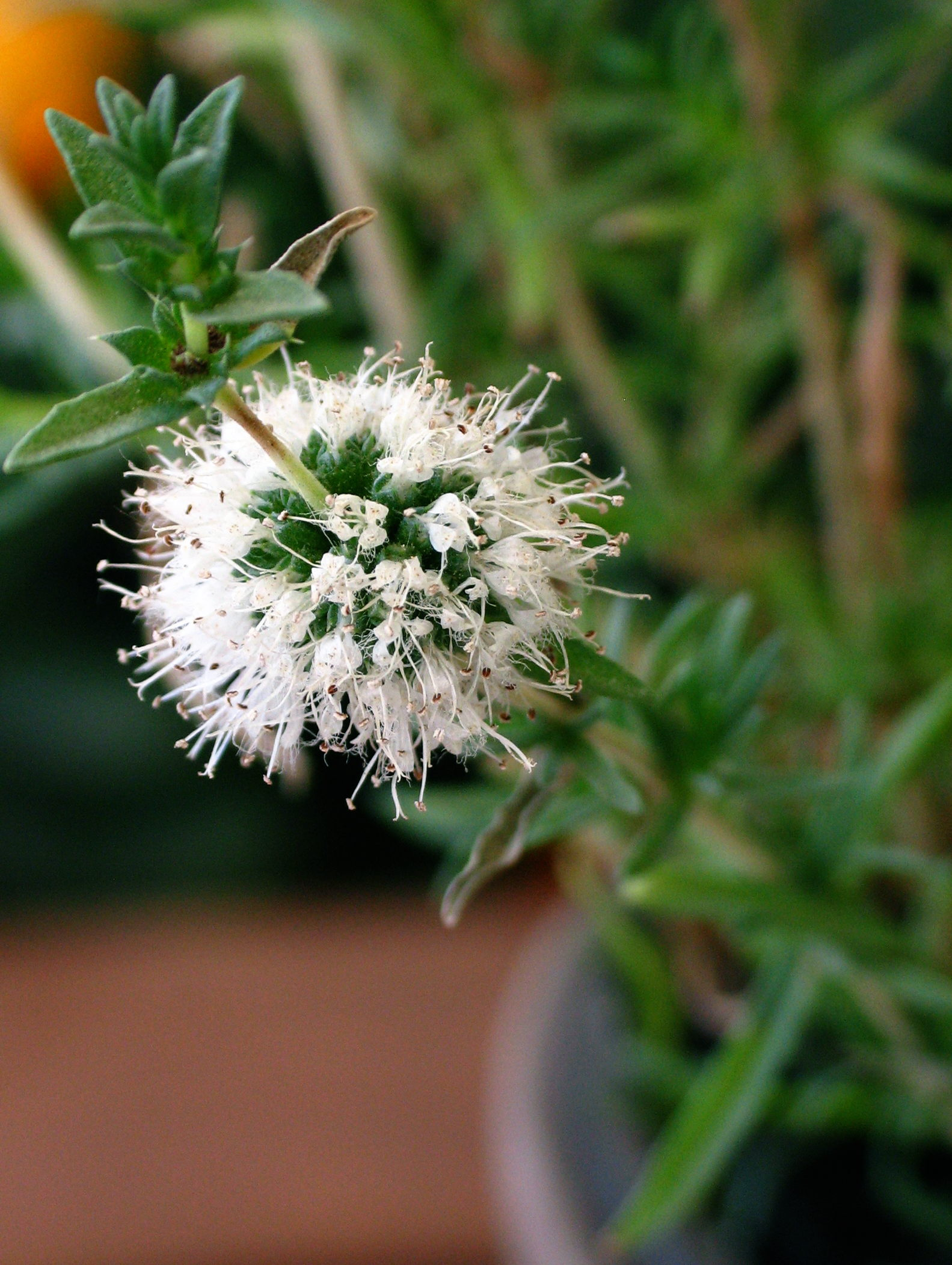
Hirsch-Minze (Mentha cervina)

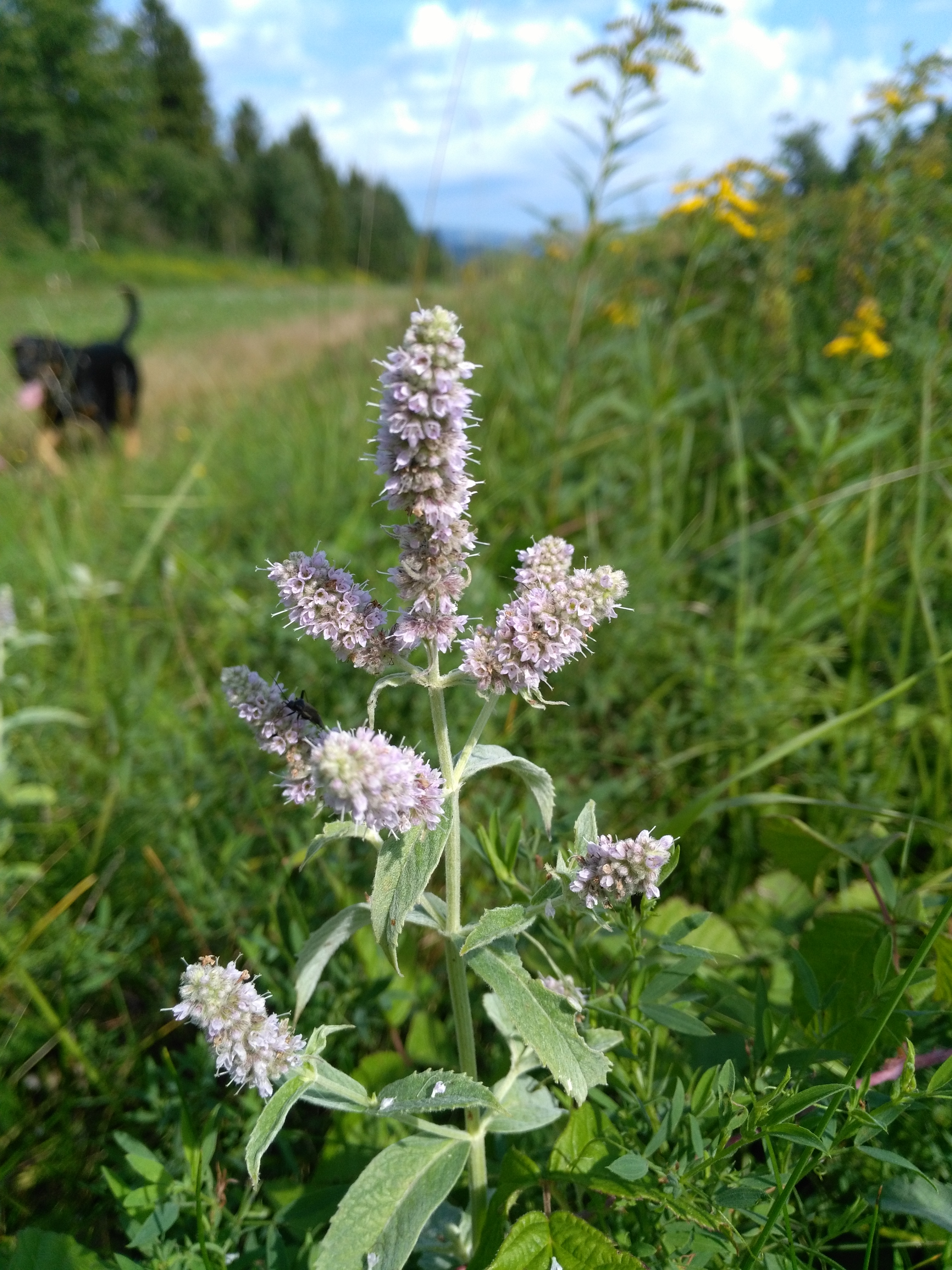
Ross-Minze (Mentha longifolia)

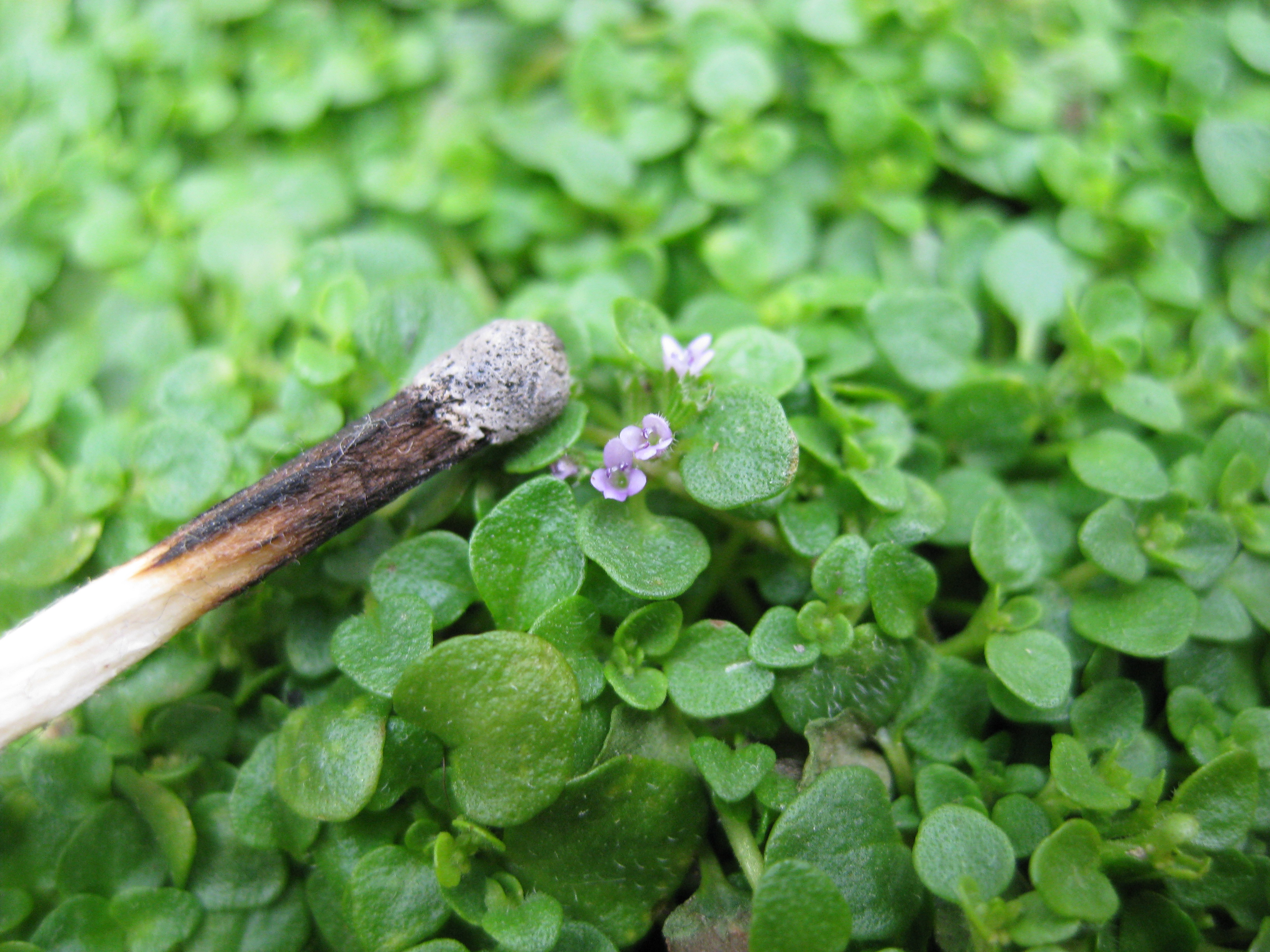
Korsische Minze (Mentha requienii)

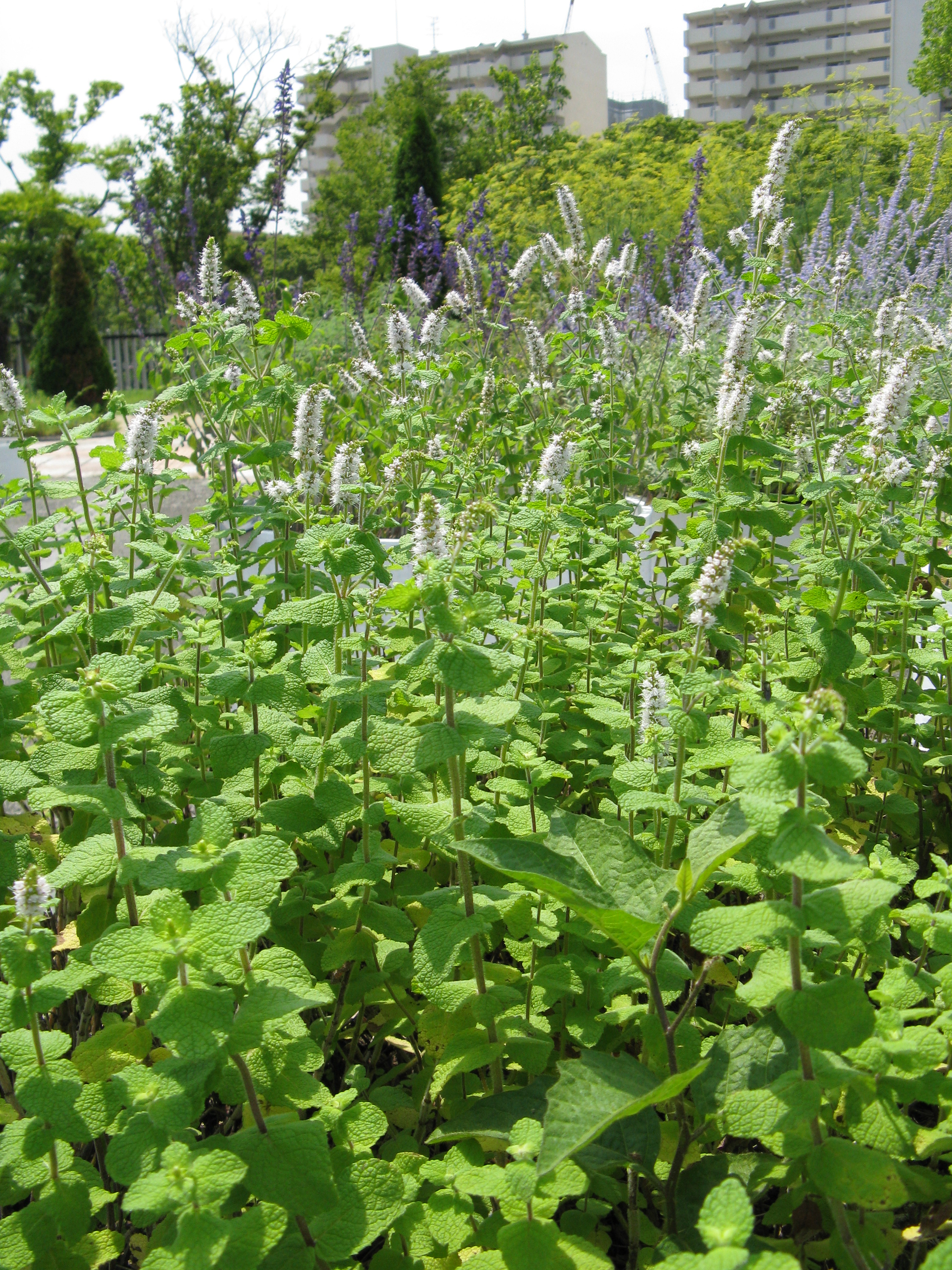
Rundblättrige Minze (Mentha suaveolens)

Die Abgrenzung der Arten ist schwierig, denn sie neigen dazu, natürliche Hybriden (Bastarde) zu bilden. So kommt es zu einer Fülle von Synonymen, die man in botanischer und gartenbaulicher Literatur häufig findet. Es gibt etwa 25 bis 30 akzeptierte Arten:
- Mentha alaica Boriss.: Die Heimat ist Zentralasien.[7]
- Wasser-Minze (Mentha aquatica L., Syn.: unter vielen anderen Mentha acuta Opiz, Mentha acutata Opiz, Mentha palustris Mill.): Sie ist in Europa, Makaronesien, Afrika und Westasien bis Sibirien beheimatet.[7]
- Acker-Minze (Mentha arvensis L., Syn.: Mentha austriaca Jacq., Mentha gentilis L. et al.): Sie kommt zirkumpolar in den gemäßigten Zonen Nordamerikas und Eurasiens sowie mit Malesien im tropischen Asien vor. Beheimatet ist sie von Europa bis Kamtschatka und Nepal.[7]
- Mentha asiatica Boriss. (Syn.: Mentha longifolia var. asiatica (Boriss.) Rech. f.): Die Heimat liegt in Vorderasien, dem südlichen Sibirien, in Zentralasien, im nördlichen Indien und nordwestlichen China.
- Mentha atrolilacina B.J.Conn & D.J.Duval: Sie wurde 2010 aus dem südlichen Australien erstbeschrieben.[7]
- Mentha australis R.Br. (Syn.: Micromeria australis Benth.): Die Heimat liegt in Australien.[7]
- Mentha canadensis L. (Syn.: Mentha arvensis f. glabrata (Fernald) S.R.Stewart, Mentha arvensis f. piperascens Malinv. ex Holmes, Mentha arvensis var. glabrata Fernald, Mentha arvensis var. piperascens Malinv. ex L.H.Bailey, Mentha haplocalyx Briq., Mentha pedunculata Hu & Tsai, Mentha sachalinensis (Briq.) Kudô, Mentha terebinthinacea Willd. ex Steud.): Die Heimat liegt in Nordamerika und vom zentralen und östlichen Sibirien bis China und Japan.[7]
- Hirsch-Minze (Mentha cervina L., Syn.: Mentha multifida Stokes, Mentha punctata Moench., Preslia cervina (L.) Fresen., Preslia glabriflora Opiz, Preslia villiflora Opiz und Pulegium cervinum (L.) Mill.): Sie ist in Frankreich, Spanien, Portugal, Marokko, Algerien und auf den Azoren beheimatet.[7]
- Mentha cordifolia Opiz (wird von anderen Quellen als Synonym für Mentha × villosa Huds. geführt)[7]
- Mentha cunninghamii Benth. (Syn.: Mentha consimils Colenso, Micromeria cunninghamii Benth.): Die Heimat ist Neuseeland und die Chatham-Inseln.[7]
- Mentha dahurica Fisch. ex Benth. (Syn.: Calamintha ussuriensis Regel & Maack, Mentha origanoides Maxim. ex Trautv. (aus formalen Gründen ungültig)): Sie ist im südlichen und östlichen Sibirien, im südlichen Teil des Russischen Fernen Osten, in den nordostchinesischen Provinzen Heilongjiang, Jilin, Liaoning, Nei Mongol und in Japan verbreitet.[7]
- Mentha darvasica Boriss.: Die Heimat ist Tadschikistan.[7]
- Mentha diemenica Spreng.: Die Heimat ist das südliche und östliche Australien.[7]
- Mentha gattefossei Maire: Die Heimat ist Marokko.[7]
- Mentha grandiflora Benth.: Die Heimat liegt im australischen Bundesstaat Queensland.[7]
- Mentha haplocalyx Briq. (wird in manchen Quellen als Synonym für Mentha canadensis L. geführt[7])
- Mentha insularis Req. (wird in manchen Quellen auch als Synonym für Mentha requienii Benth. oder Mentha suaveolens subsp. suaveolens  geführt[7]): Die Heimat sind die Mittelmeerinseln Sizilien, Sardinien, Korsika und die Balearen.
- Mentha japonica (Miq.) Makino (Syn.: Micromeria japonica Miq.): Die Heimat sind die japanischen Inseln Hokkaidō und Honshū.
- Mentha laxiflora Benth.: Die Heimat liegt in den südostaustralischen Bundesstaaten New South Wales und Victoria.[7]
- Ross-Minze oder Langblättrige Minze (Mentha longifolia (L.) Huds., Syn.: Mentha sylvestris L.): Sie ist in Eurasien, Makaronesien und Afrika verbreitet.[7] Verschiedene Autoren nennen Unterarten und Varietäten, ob diese derzeit akzeptiert sind, ist unklar. Die WCSP-Datenbank von 2003 nennt die folgenden Arten:
  - Mentha longifolia var. amphilema Briq. ex Rech. f.: Sie kommt in Westasien vor.[7]
  - Mentha longifolia var. asiatica (Boriss.) Rech. f. (Syn.: Mentha asiatica Boriss., Mentha kopetdaghensis Boriss., Mentha vagans Boriss.): Sie kommt von Westasien bis zum westlichen China vor.[7] Sie hat bei anderen Autoren den Rang einer Art.
  - Mentha longifolia var. austroafghanica Rech. f.: Sie kommt in Afghanistan vor.[7]
  - Mentha longifolia subsp. capensis (Thunb.) Briq.: Kommt von Simbabwe bis ins südliche Afrika vor.[7]
  - Mentha longifolia var. chlorodictya Rech. f.: Sie kommt vom Kaukasus bis West- und Zentralasien vor.[7]
  - Mentha longifolia var. kermamensis Rech. f.: Sie kommt im Iran vor.[7]
  - Mentha longifolia var. kotschyana (Boiss.) Briq.: Sie kommt in der östlichen Türkei und im Iran vor.[7]
  - Mentha longifolia subsp. longifolia: Kommt in Makaronesien, Europa, im Himalaja und im tropischen Afrika vor.[7]
  - Mentha longifolia var. muqarrabica Shinwari & Chaudhri: Sie kommt in Pakistan vor.[7]
  - Mentha longifolia subsp. noeana (Briq.) Briq.: Sie kommt in der Türkei vor.[7]
  - Mentha longifolia var. petiolata Boiss.: Sie kommt vom nördlichen Irak bis zum nördlichen und westlichen Iran vor.[7]
  - Mentha longifolia var. schimperi (Briq.) Briq.: Sie kommt von der Sinaihalbinsel bis zur Arabischen Halbinsel vor.[7]
  - Mentha longifolia var. swatica Shinwari & Chaudhri: Sie kommt in Pakistan vor.[7]
  - Mentha longifolia subsp. typhoides (Briq.) Harley: Kommt vom östlichen Mittelmeergebiet bis zum Iran vor.[7]
  - Mentha longifolia subsp. wissii (Launert) Codd: Kommt in Namibia und Südafrika vor.[7]
- Mentha micrantha (Benth.) Des.-Shost. (Syn.: Mentha pulegium var. micrantha Benth.): Ist im südöstlichen, europäischen Russland, der nördlichen Kaukasusregion und dem nordwestlichen Kasachstan verbreitet.[7]
- Mentha pamiroalaica Boriss.: Die Heimat liegt in Zentralasien.[7]
- Polei-Minze (Mentha pulegium L., Syn.: Mentha albarracinensis Pau, Mentha aromatica Salisb., Mentha aucheri Pérard, Mentha daghestanica Boriss., Mentha erinoides Heldr., Mentha exigua L., Mentha gibraltarica Willd., Mentha subtomentella Heinr.Braun, Pulegium vulgare Mill. und andere): Ist in Europa, Nordafrika, Vorderasien, Russland, Zentralasien, Pakistan und China verbreitet.[7]
- Korsische Minze (Mentha requienii Benth., Syn.: Audibertia parviflora (Req.) Nyman, Audibertia pusilla Benth., Menthella obovata Gand., Menthella requienii (Benth.) Pérard, Pulegium parviflorum (Req.) Samp., Thymus corsicus Moris (ein formal ungültiger Name), Thymus parviflorus Req. und manchmal auch Mentha insularis): Die Heimat sind Korsika, Sardinien und die italienische Insel Montecristo.
- Mentha royleana Wall. ex Benth. (wird auch als Synonym für Mentha longifolia subsp. hymalaiensis Briq. geführt; Syn.: Mentha afghanica Murata, Mentha royleana var. afghanica (Murata) Rech.f.): Ist von Afghanistan bis zum westlichen Himalaja verbreitet.[7] Man kann fünf Varietäten unterscheiden.[7]
- Mentha sachalinensis (Briq. ex Miyabe & Miyake) Kudô (wird von anderen Quellen auch als Synonym für Mentha canadensis L. geführt[7]): Ist in Japan, Russland und in den chinesischen Provinzen Heilongjiang, Jilin, Liaoning, Nei Mongol verbreitet.
- Mentha satureioides R.Br.: Die Heimat ist das südliche und östliche Australien.[7]
- Grüne Minze, Ähren-Minze oder Wald-Minze (Mentha spicata L., Syn.: Mentha aquatica var. crispa (L.) Benth., Mentha cordifolia Opiz ex Fresen., Mentha crispa L., Mentha crispata Schrad., Mentha lejeuneana Opiz, Mentha pudina Buch.-Ham. ex Benth., Mentha rosanii Ten., Mentha crispa L., Mentha spicata var. ciliata Druce, Mentha spicata var. crispa (Benth.) Danert, Mentha spicata var. viridis L., Mentha undulata Willd., Mentha × villosa var. cordifolia (Opiz ex Fresen.) Lebeau, Mentha viridis (L.) L.): Ist in Europa, Nordafrika, Vorderasien, der Kaukasusregion, im zentralasiatischen Turkmenistan, in Pakistan, Nepal und China verbreitet. Mit zwei Unterarten:
  - Mentha spicata subsp. condensata (Briq.) Greuter & Burdet: Sie kommt im Mittelmeergebiet vor.[7]
  - Mentha spicata subsp. spicata: Sie kommt von Europa bis China vor.[7]
- Rundblättrige Minze oder Wohlriechende Minze (Mentha suaveolens Ehrh., Syn.: Mentha macrostachya Ten., Mentha meduanensis Déségl. & T.Durand, Mentha rotundifolia auct.): Das Verbreitungsgebiet liegt in Europa, Makaronesien, Nordafrika, in der Türkei und in China.
  - Mentha suaveolens Ehrh. subsp. suaveolens (Syn.[7]: Mentha suaveolens Ehrh. subsp. insularis (Req.) Greuter, Mentha insularis Req.): Sie kommt in Makaronesien, in Europa und im Mittelmeergebiet vor.[7]
  - Mentha suaveolens Ehrh. subsp. timija (Briq.) Harley (Syn.: Mentha timija Briq.): Die Heimat ist Marokko.[7]
- Mentha ucrainica Klokov: Die Heimat ist die Ukraine.

### Natürliche Hybriden
- Kärntner Minze (Mentha ×carinthiaca Host = Mentha arvensis × Mentha suaveolens): Die Heimat liegt in Ungarn, Frankreich und Spanien. In der belgisch-luxemburgischen Region gilt die Hybride als ausgestorben.
- Dalmatiner Minze (Mentha ×dalmatica Tausch = Mentha arvensis × Mentha longifolia)
- Gebüsch-Minze (Mentha ×dumetorum Schult. = Mentha aquatica × Mentha longifolia)
- Edel-Minze, Braune Minze, Nudel-Minze oder Birkenblättrige Ingwer-Minze (Mentha ×gracilis Sole = Mentha arvensis × Mentha spicata, Syn.: Mentha × cardiaca J.Gerard ex Baker, Mentha × gentilis auct.)
- Mentha ×kuemmerlei Trautm. (Syn.: Mentha ×tutinii P.Silva) = Mentha aquatica × Mentha spicata × Mentha suaveolens: Die Heimat ist Ungarn.
- Mentha ×locyana Borbás = Mentha longifolia × Mentha verticillata: Die Heimat ist Ungarn.
- Mentha ×maximilianea F.W.Schultz = Mentha aquatica × Mentha suaveolens (Syn.: Mentha suavis Guss.)
- Mentha ×muelleriana F.W.Schultz = Mentha arvensis × Mentha suaveolens (Syn.: Mentha carinthiaca auct.)
- Pfefferminze (Mentha ×piperita L. = Mentha aquatica × Mentha spicata, Syn.: Mentha lavanduliodora ined.):
  - Mentha ×piperita nothosubsp. citrata (Ehrh.) Briq. (Syn.: Mentha citrata Ehrh., Mentha × piperita var. citrata (Ehrh.) Briq.)
  - Mentha ×piperita nothosubsp. piperita = Mentha aquatica × Mentha spicata subsp. spicata
  - Mentha ×piperita nothosubsp. pyramidalis (Ten.) Harley = Mentha aquatica × Mentha spicata subsp. tomentosa (Syn.: Mentha pyramidalis Ten.)
- Nil-Minze, Bastard-Roßminze (Mentha ×rotundifolia (L.) Huds. = Mentha longifolia × Mentha suaveolens (non Mentha rotundifolia auct. = Mentha suaveolens Ehrh.), Syn.: Mentha niliaca Juss. ex Jacq., Mentha spicata var. rotundifolia L.)
- Rote Minze[6] (Mentha ×smithiana R.A.Graham = Mentha aquatica × Mentha arvensis × Mentha spicata)
- Quirl-Minze, Wirtel-Minze (Mentha ×verticillata L. = Mentha arvensis × Mentha aquatica)
- Hain-Minze (Mentha ×villosa Huds. = Mentha spicata × Mentha suaveolens (Syn.: Mentha nemorosa Willd., Mentha niliaca auct. nonn.))
- Hemingway-Minze, Hain-Minze oder Zottige Minze (Mentha ×villosa nothovar. alopecuroides (Hull) Briq., Syn.: Mentha alopecuroides Hull)
- Bastard-Grünminze, Gezähnte Minze[6] (Mentha ×villosa-nervata Opiz, Syn. Mentha viridis var. villosa-nervata (Opiz) Briq. = Mentha longifolia × Mentha spicata): Die Heimat ist Tschechien, Ungarn und die Türkei.

Nicht mehr zur Gattung gehört:
- Mentha cablin Blanco ⇒ Indisches Patschuli (Pogostemon cablin (Blanco) Benth.)

Katzenminze (Nepeta cataria) und Pferdeminze (Monarda punctata) gehören nicht zur Gattung der Minzen (Mentha).

## Krankheiten
Auf allen Mentha-Arten und -Sorten kommt der Rostpilz Puccinia menthae vor. Er nimmt keinen Wirtswechsel vor, daher erfolgen alle Entwicklungsstadien auf Mentha.

## Verwendung

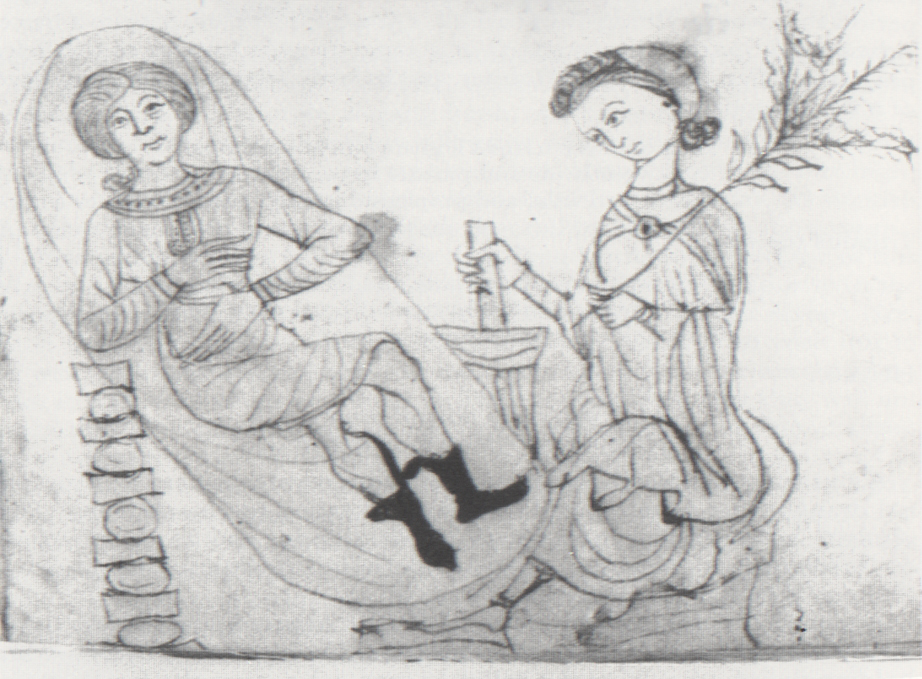
Zeichnung aus einem Manuskript des Herbarium des Pseudo-Apuleius aus dem 13. Jahrhundert: Links eine schwangere Frau; die rechte Frau hält eine Polei-Minze (Mentha pulegium) in der Hand.

Minzen werden schon sehr lange in Gärten angebaut. Im Jahr 812 schrieb Karl der Große bereits vier Minzearten für den Anbau in Gärten in seinem Reich vor (siehe Capitulare de villis vel curtis imperii): Polei-Minze (Mentha pulegium), Wasser-Minze (Mentha aquatica), Ähren-Minze (Mentha spicata) und Ross-Minze (Mentha longifolia).
Als Gewürz und Teekraut relevante Minze-Sorten tragen oft Namen, die auf die Geschmacksähnlichkeit mit anderen Pflanzenarten hinweisen:
- Apfel-Minze (Mentha suaveolens) – (Apfelkuchen-Duft): Bei der Apfelminze besteht die Ähnlichkeit darin, dass sie gut zu Apfel passt, beispielsweise als Apfelkuchengewürz anstelle von Zimt.
- Basilikum-Minze – (Basilikum-Duft)
- Bergamotte-Minze (Mentha ×piperita var. citrata) – (Bergamotte)
- Orangen-Minze (Mentha ×piperita var. citrata) – (Orange)
- Zitronen-Minze (Mentha ×piperita var. citrata) – (Zitrone)

Schoko-Minze (Mentha ×piperita), fotografiert im Juni

- Schoko-Minze (Mentha ×piperita var. piperita) – (Minz-Schokolade-Geruch)
- Als Nanaminze werden mehrere Sorten bezeichnet.
- Braune Minze oder Nudel-Minze (Mentha ×gracilis = Mentha arvensis × Mentha spicata, Syn.: Mentha ×cardiaca J.Gerard ex Baker, Mentha ×gentilis auct.) wird zur Zubereitung der Kärntner Nudel verwendet.